# Mysterienkult
Als Mysterienkult oder Mysterienreligion wird ein Kult oder eine Religion bezeichnet, deren religiöse Lehren und Riten vor Außenstehenden geheim gehalten werden und der deshalb auch als Geheimkult bezeichnet wird. Die Aufnahme in eine solche Kultgemeinschaft erfolgt gewöhnlich durch spezielle Initiationsriten.
Das Wort Mysterium geht auf altgriechisch μυστήριον mysterion (Geheimnis) und dieses wiederum auf altgriechisch μύειν myein (schließen) zurück. Für Nichtinitiierte war der Mysterienkult „geschlossen“. Die initiierten Mitglieder wurden Mysten (zu altgriechisch μύστης mýstēs) genannt.

## Verständnis
Solche antiken und spätantiken, spirituellen Kulte waren keine Religionen im neuzeitlichen Verständnis. Sie entstanden im Rahmen des vorherrschenden griechisch-römischen Polytheismus sowie des frühen Christentums und des Judentums. Sachlich ist eine Definition schwierig, weil die Mysterienkulte ihr Geheimnis weitgehend gewahrt haben (Arkanprinzip). Ihre Mythen und Riten können meist nur mit großer Ungewissheit und vielen Mutmaßungen anhand antiker Schriften und archäologischer Funde rekonstruiert werden.
Merkmale solcher Kulte sind:
- Exklusivität der spirituellen Erfahrung: Mit der Einweihung (initatio) in den Kult werden den Adepten besondere Einsichten und Geheimnisse offenbar;
- die Kulte bestehen neben dem weithin verbreiteten offiziellen Kult für dieselbe Gottheit;
- Synkretismus, das heißt die Vermischung von Gottheiten und die Integration anderer Glaubensvorstellungen und Religions- bzw. Kultpraktiken.[1]

Große Teile der griechischen und römischen Bevölkerung waren Anhänger von Mysterienkulten. Der übliche Ahnenkult (d. h. die fiktive Abstammung von antiken Göttern) reichte zu bestimmten Zeiten nicht mehr aus. In den Mysterienkulten waren die verehrten Gottheiten nicht von Geburt an göttlich; sie hatten wie ein Mensch Schmerz und Tod erfahren und diesen dann überwunden. Dadurch waren sie dem Menschen näher als die Götter der alten Polisreligion.
Grundsätzlich war für die Mysterienkulte das Erlebnis des Geheimnisvollen charakteristisch, wobei eine Kultgottheit im Mittelpunkt stand und eine vielfältige rituelle Praxis an entsprechend ausgestatteten Kultstätten praktiziert wurde. Priester und Anhängerschaft stammten aus den unterschiedlichsten sozialen Gruppen.
Die bekanntesten Mysterienkulte der antiken Welt waren die Mysterien von Eleusis, die samothrakischen Mysterien, der Dionysoskult, der Kult des Liber Pater in Rom und in Süditalien, der Mithraskult, der Kybele- und Attiskult, der Isis- und Osiriskult. Einige dieser Kulte stammten offensichtlich aus dem Orient; ob sie alle orientalischen Ursprungs waren, wie manchmal behauptet wird, ist jedoch unsicher. Die eleusinischen Mysterien, die samothrakischen Mysterien und der Dionysoskult gelten weithin eher als nationalgriechisch.
Allgemeine Motive von Mysterienkulten sind der sterbende und auferstehende Gott, der Mutterkult und die Wiedergeburt und Unsterblichkeit. Man hat diese drei Phänomene in ein System gebracht, indem man den Mysteriengott als einen mit den Jahreszeiten sterbenden und auferstehenden Vegetationsgott erklärt hat. Der Vegetationsgott war naturgemäß mit der Mutter Erde eng verbunden, weniger einleuchtend dagegen ist die Auffassung, dass im Kreislauf des Daseins die Verheißung eines ewigen Lebens im Jenseits erkennbar sein soll. Gewiss ist jedenfalls, dass der sterbende und auferstehende Gott und die Große Mutter das im Kreise laufende Leben geschaffen und in Gang gebracht haben.

## Mysterienkulte im römischen Reich
Das Imperium Romanum gab religiösen Kulten prinzipiell weite Entfaltungsmöglichkeiten. Durch das Militär, aber auch Händler breitete sich der aus Aegyptus stammende Isis-Kult aus. Der ursprünglich in Asia entstandene Kybele- und Attiskult und der aus dem iranisch-persischen Kulturraum stammende Mithras-Kult konnten sich über weite Teile der römischen Provinzen ausdehnen. Auch der griechische Dionysos-Kult fand Anhänger und gab der römischen Administration Anlass für einen der wenigen frühen staatlichen Eingriffe. Im Jahre 186 v. Chr. wurden die dionysischen Bacchanalien mit der Begründung untersagt, dass die Initiation die Form sexueller Ausschweifungen hatte.

## Mysterienkulte und Gnosis
Wilhelm Bousset (1907) sah einen engen Zusammenhang zwischen den antiken Mysterienkulten und der Gnosis. Nach seiner Auffassung waren Mysterienkulte Teil des gnostischen Verständnisses der Welt. Einen Zusammenhang sah auch Hans Jonas (1964), der die Einflüsse aber anders gewichtete und speziell die hellenistischen Mysterienkulte als einen Teil der gnostischen Weltanschauungen betrachtete. D. H. Wiens (1982) wiederum sah die Gnosis in keinem direkten Zusammenhang zu den Mysterienkulten, wenn auch einige der verwendeten Begrifflichkeiten dies nahezulegen scheinen.